# Бердянка (Алчевський район)
Бердя́нка — село в Україні, у  Кадіївській міській громаді Алчевського району Луганської області. Населення становить 34 осіб. Орган місцевого самоврядування — Весняненська сільська рада.
Знаходиться на тимчасово окупованій території України.
Відповідно до Розпорядження Кабінету Міністрів України від 12 червня 2020 року № 717-р «Про визначення адміністративних центрів та затвердження територій територіальних громад Луганської області» увійшло до складу Кадіївської міської громади.

## Географія
Сусідні населені пункти: села Червоний Лиман, Зарічне, Богданівка, селище Криничне на півдні, села Весняне, Тавричанське на південному заході, місто Кіровськ на заході, село Дачне на півночі, селище Фрунзе на північному сході, село Петровеньки на сході.